# Artur Nayfonov
Artur Nayfonov (en russe : Артур Эдикович Найфонов, né le 10 mai 1997 à Nijnevartovsk) est un lutteur russe.
Il remporte la médaille d'or dans la catégorie des moins de 86 kg lors des Championnats d'Europe de lutte 2018. Dans la même catégorie, il est ensuite médaillé de bronze des Championnats du monde de lutte 2019, médaillé d'or des Jeux mondiaux militaires d'été de 2019 et médaillé d'or des Championnats d'Europe de lutte 2020 et des Championnats d'Europe de lutte 2021.